# Lactuca tetrantha
Lactuca tetrantha — прямовисна багаторічна трав'яниста рослина заввишки 10–30 см. Листки незапушені, глибоко розсічені, прикореневі в розетці, довгасті, 3–12 × 0.8–2.5 см, часто багряно-зелені, верхні чергові, дрібніші. Квітки в квіткових головах, які зібрані в щитки, квіточок по 4, язичкові, жовті, знизу червонуваті, цвіте в липні-жовтні, плід — мішкоподібна сім'янка.

## Розповсюдження й середовище існування
Ендемік Кіпру, де він обмежений вищими частинами лісу Троодос, переважно навколо Хіоністри, де росте нерідко. Населяє кам'янисті схили та ущелини скель на серпентинізованих скелях на висоті 1500–1900 метрів.